# 阪和貨物線
阪和貨物線（はんわかもつせん）は、かつて大阪府八尾市の関西本線八尾駅から大阪市住吉区の阪和線杉本町駅に至っていた貨物線の通称である。正式には関西本線の支線であり、「阪和連絡線」とも呼ばれた。2004年に休止され、2009年に廃止された。
本項では未成線に終わった南港貨物線についても記述する。

## 阪和貨物線
接続に難のある阪和線と関西本線とを結ぶバイパスとして建設された路線である。全線が電化されていた。全区間単線であるが、ほとんどの区間で複線化用地が確保されていた。阪和貨物線を経由して竜華操車場（のちに竜華信号場となった後、廃止） - 和歌山操車場間で多数の貨物列車が運転されていたほか、日本国有鉄道（国鉄）時代の一時期に定期列車として設定された特急「あすか」をはじめ、京都駅 - 白浜駅間の特急「しらはま」などの臨時列車や団体専用列車が運転されたこともあった。このため八尾駅 - 杉本町駅間に西日本旅客鉄道（JR西日本）の営業キロ11.3kmが設定されていた（八尾駅 - 久宝寺駅間は本線と重複で実際は久宝寺駅 - 加美駅間から分岐していた）。
晩年には、当路線を通過する列車は甲種輸送列車や団体列車、臨時列車に限られ、路線の使用頻度は極端に少なかった。そのため線路保守の目的で回送列車（錆取り列車）が王寺駅 - 鳳駅間で117系などを使用して1往復運転されていた。
関西本線（湊町駅 - 奈良駅：現在の大和路線にあたる区間の一部）が電化された当初は、電車を鳳電車区に配置していたため（後に日根野電車区に移管）、阪和貨物線を介して出入庫を行っていた。後に奈良電車区が開設されると、関西本線の電車はそちらに移管された。

### 沿線概況
関西本線（大和路線）久宝寺駅 - 加美駅間にある踏切付近から廃線跡が始まる。左にカーブしながら住宅街を抜けて盛土区間を進むが、国道25号を越える前後は高架橋になっている。まっすぐ南下すると、大阪府道179号住吉八尾線（長居公園通）をくぐり、地下鉄谷町線出戸駅付近（出戸バスターミナル西側）を走行する。瓜破斎場付近から大きく西へ向けてカーブし、大和川の右岸を走行する。阪神高速14号松原線・国道309号をくぐり、大阪市と松原市の境界を走行する。阪和貨物線の北側は市営団地や住宅地が立ち並び、南側は大和川の堤防となっている。近鉄南大阪線をくぐって、阪南高等学校付近で右にカーブして大和川と別れて住宅地の中を進み、大阪府道28号大阪高石線（あびこ筋）をくぐる付近で地下鉄御堂筋線と交差し、左へカーブすると杉本町駅に到着する。

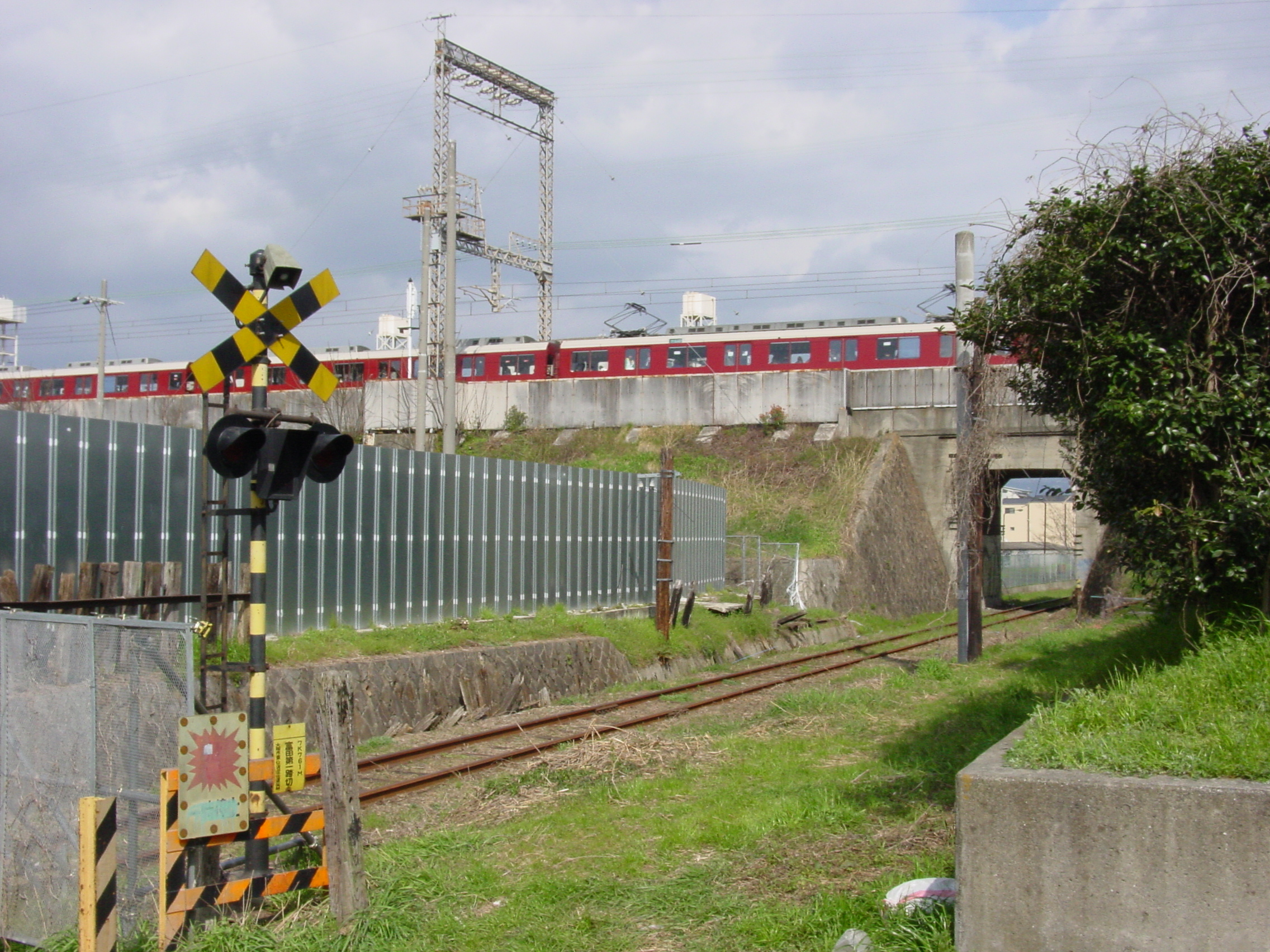
近鉄南大阪線との交差付近（2009年3月）
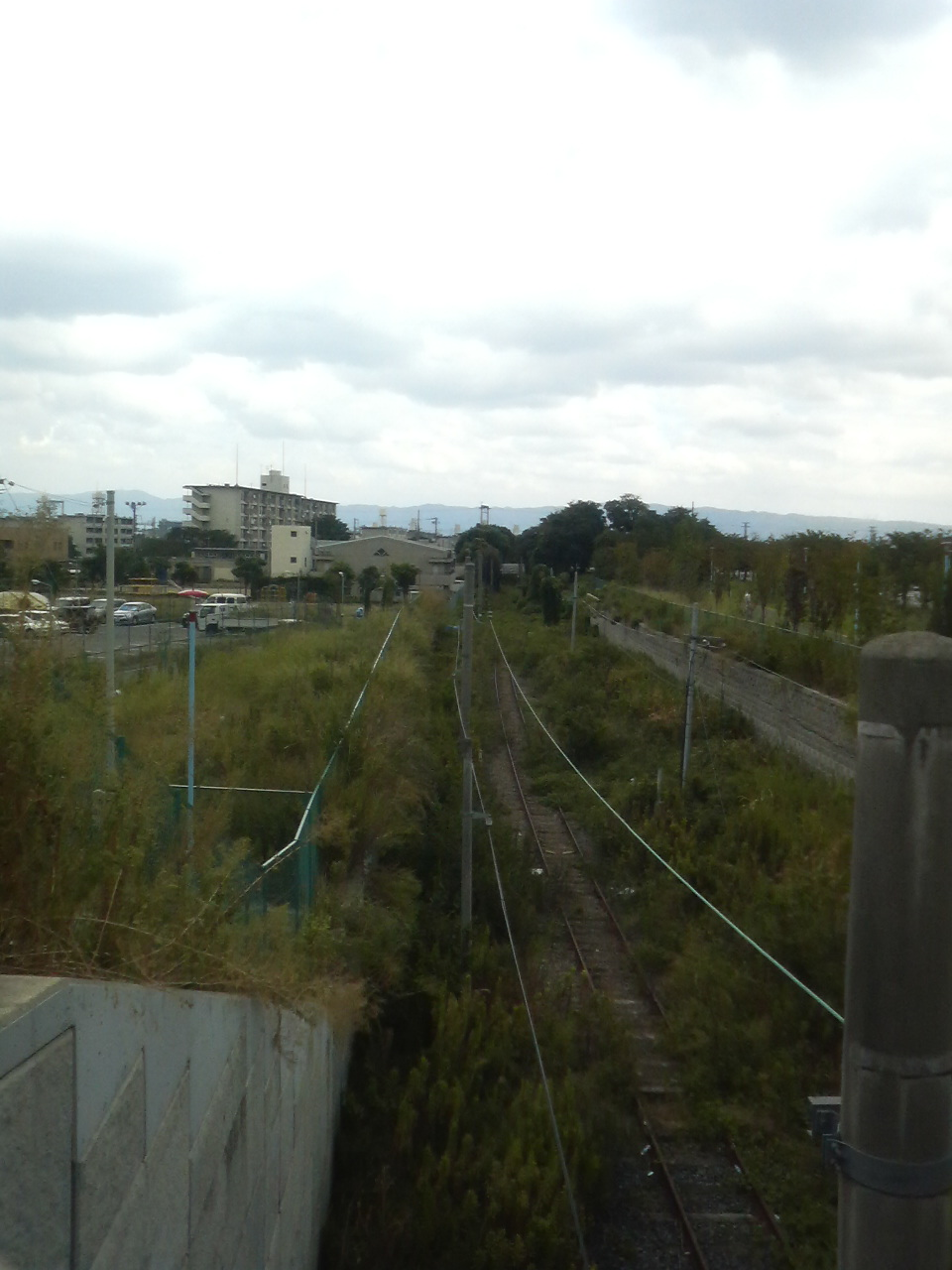
矢田付近（2007年9月）
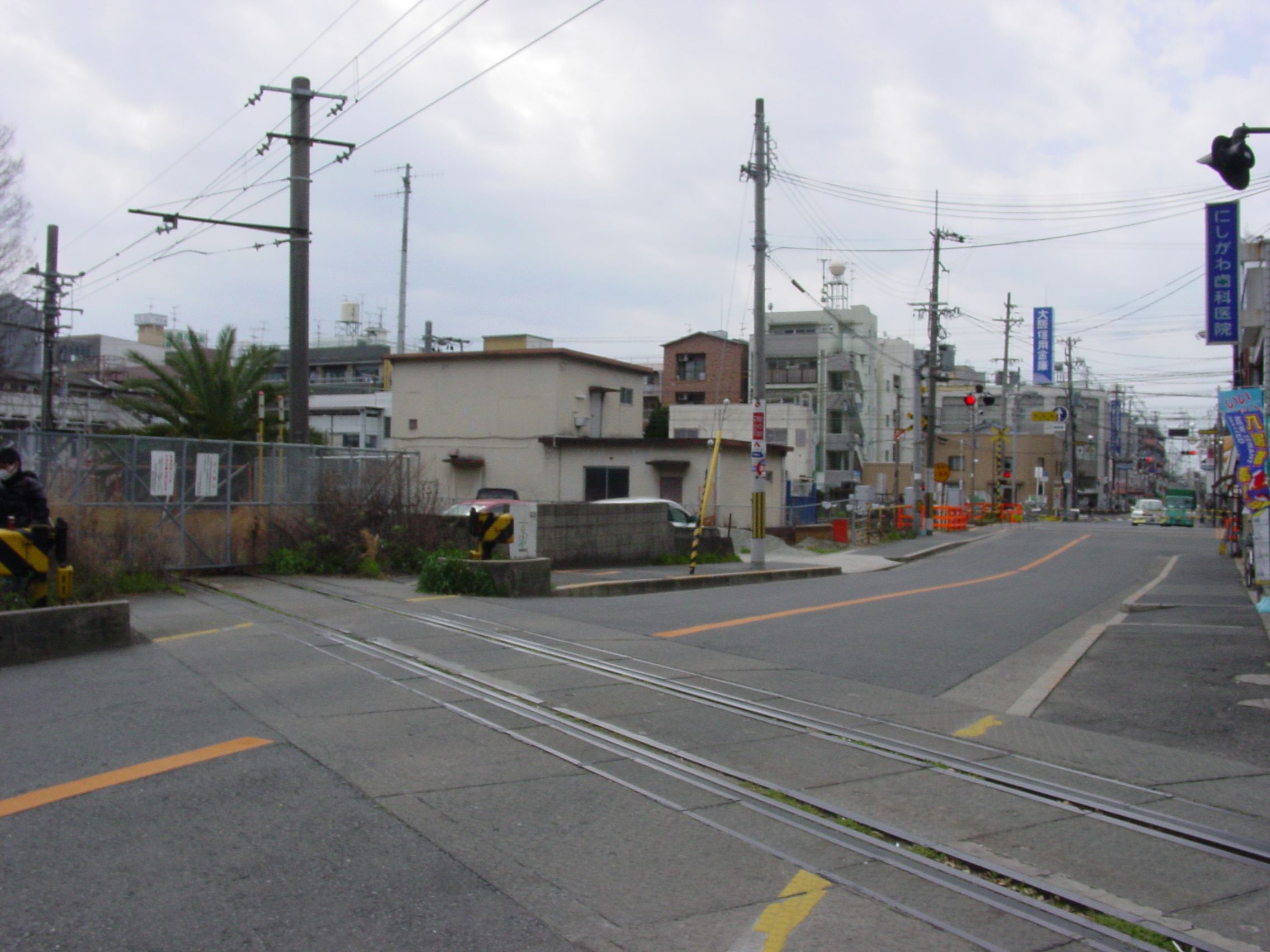
杉本町駅付近。奥の踏切は阪和線。（2009年3月）
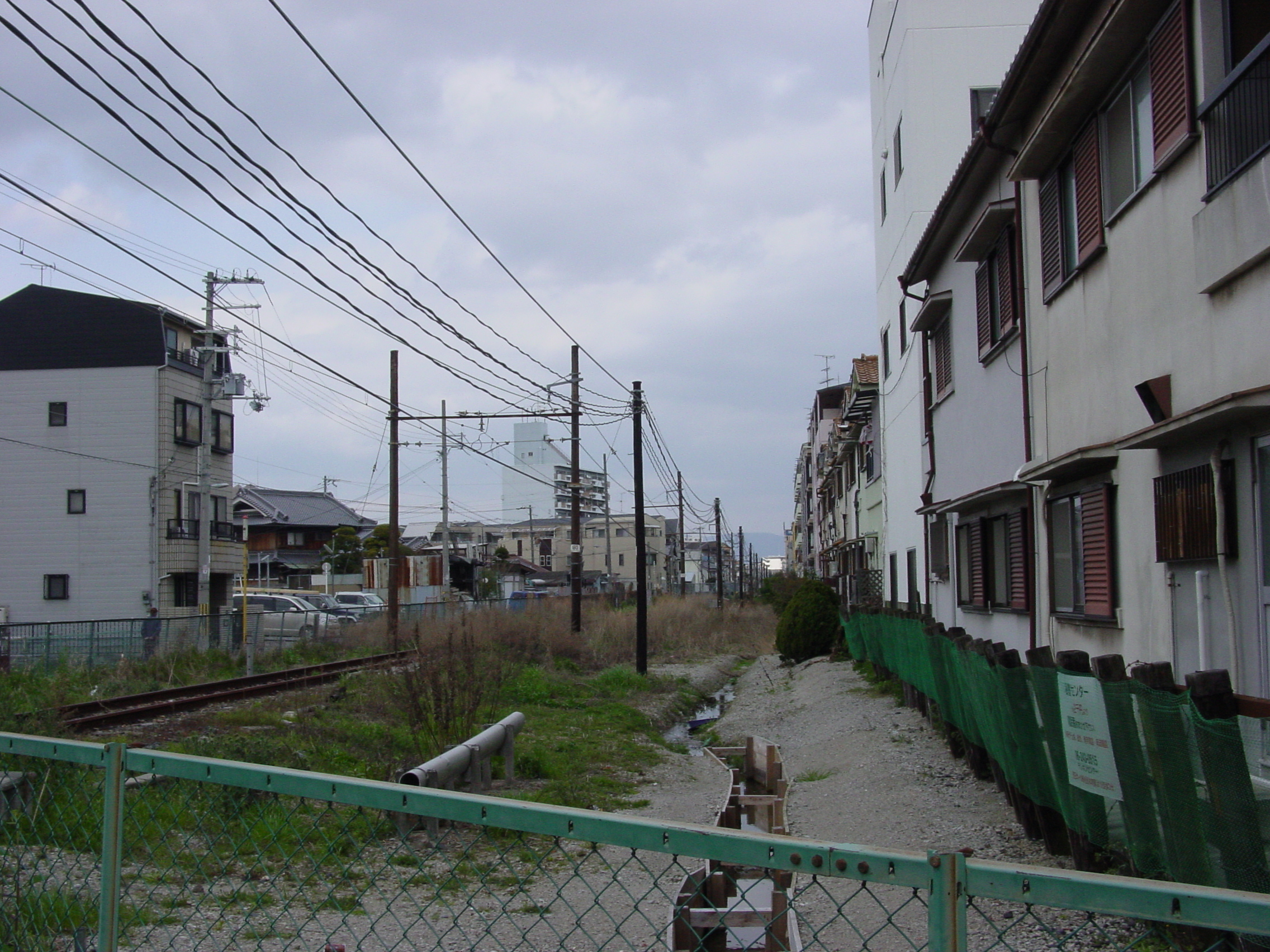
複線化用地は大部分で確保されている（2009年3月）
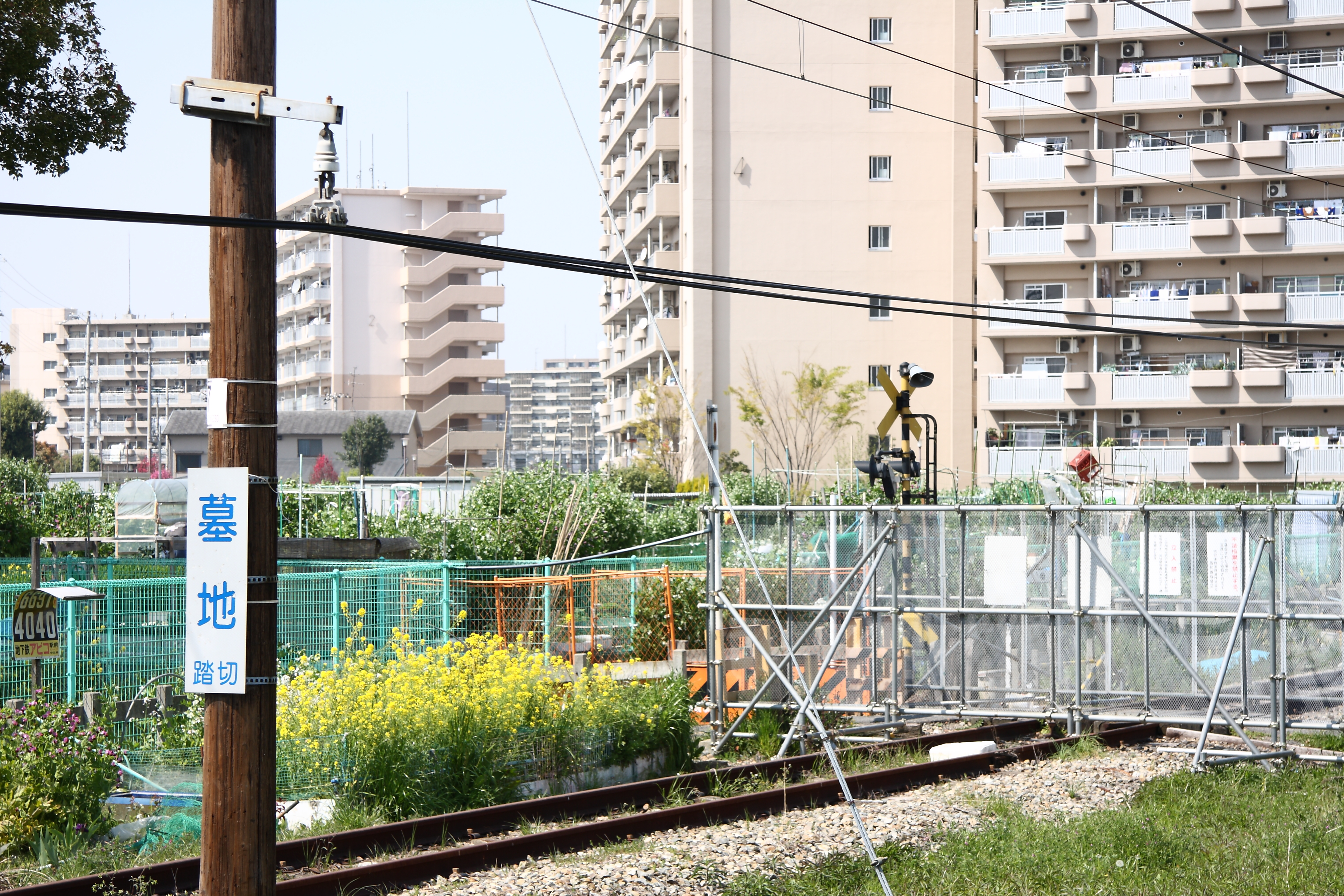
墓地踏切。　大阪市平野区長吉長原西2丁目付近（大阪府道179号の交差箇所） （2009年5月）
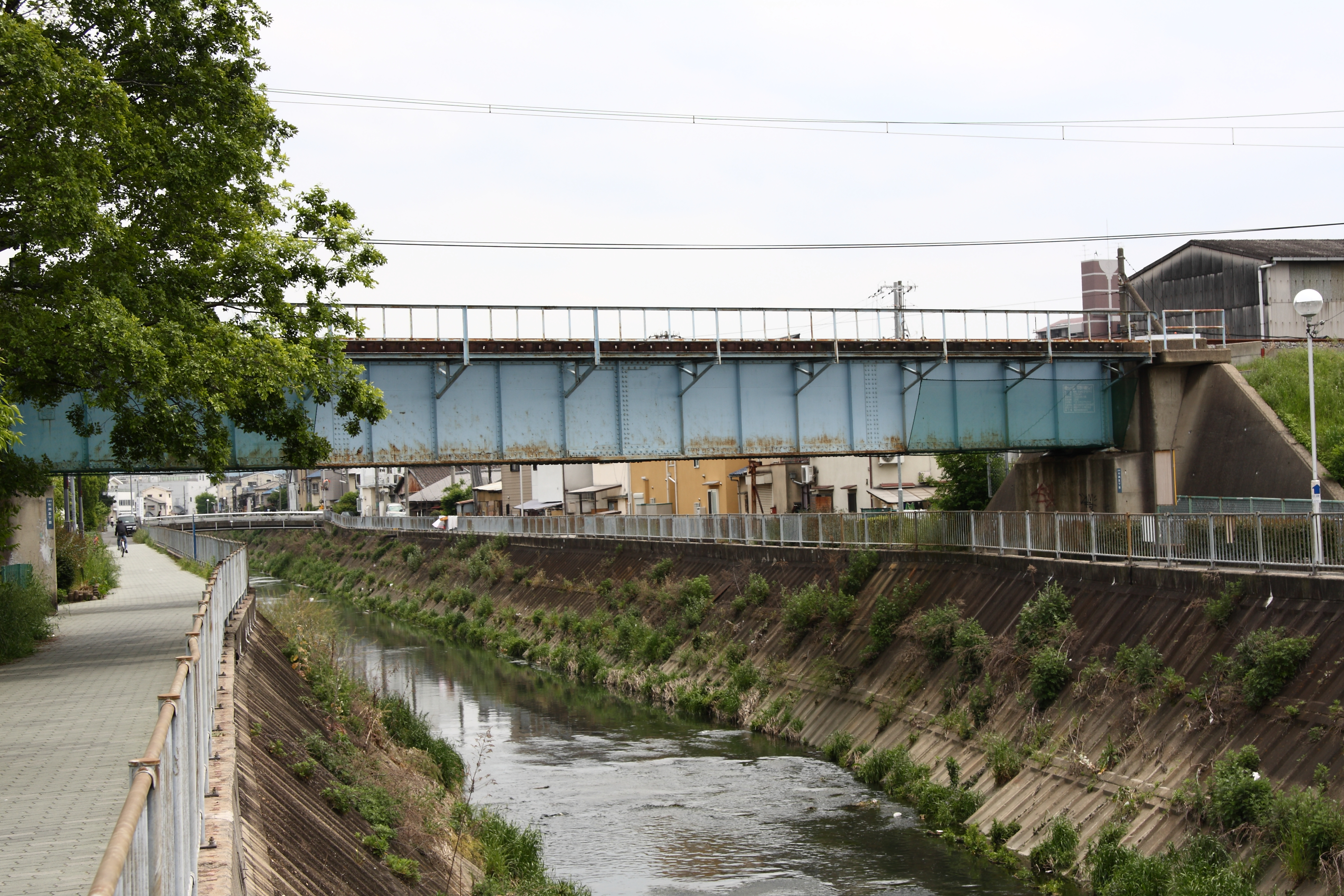
平野川鉄橋。　大阪市平野区加美鞍作3丁目付近。 （2009年5月）
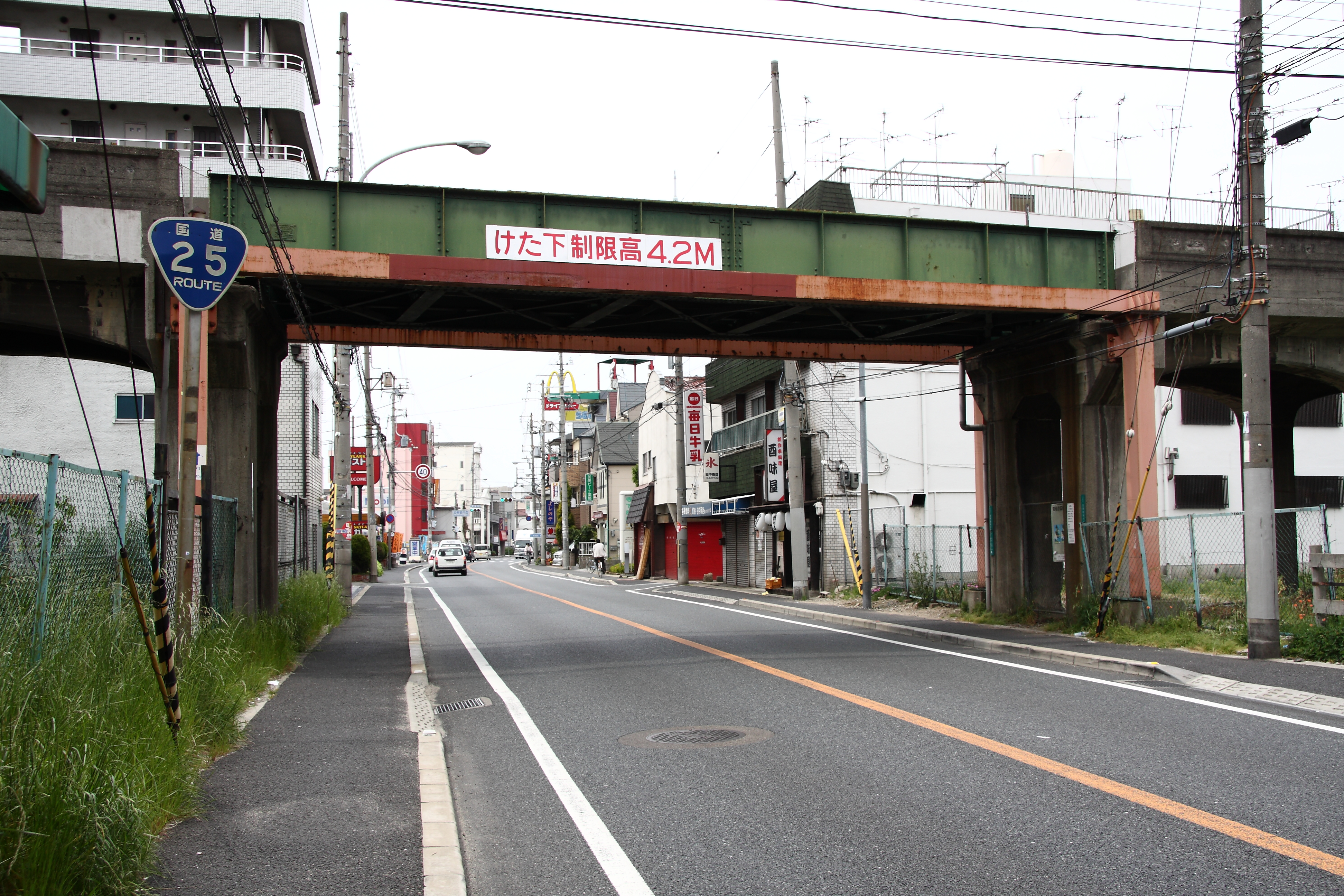
国道25号交差。大阪市平野区加美鞍作3丁目付近。 （2009年5月）
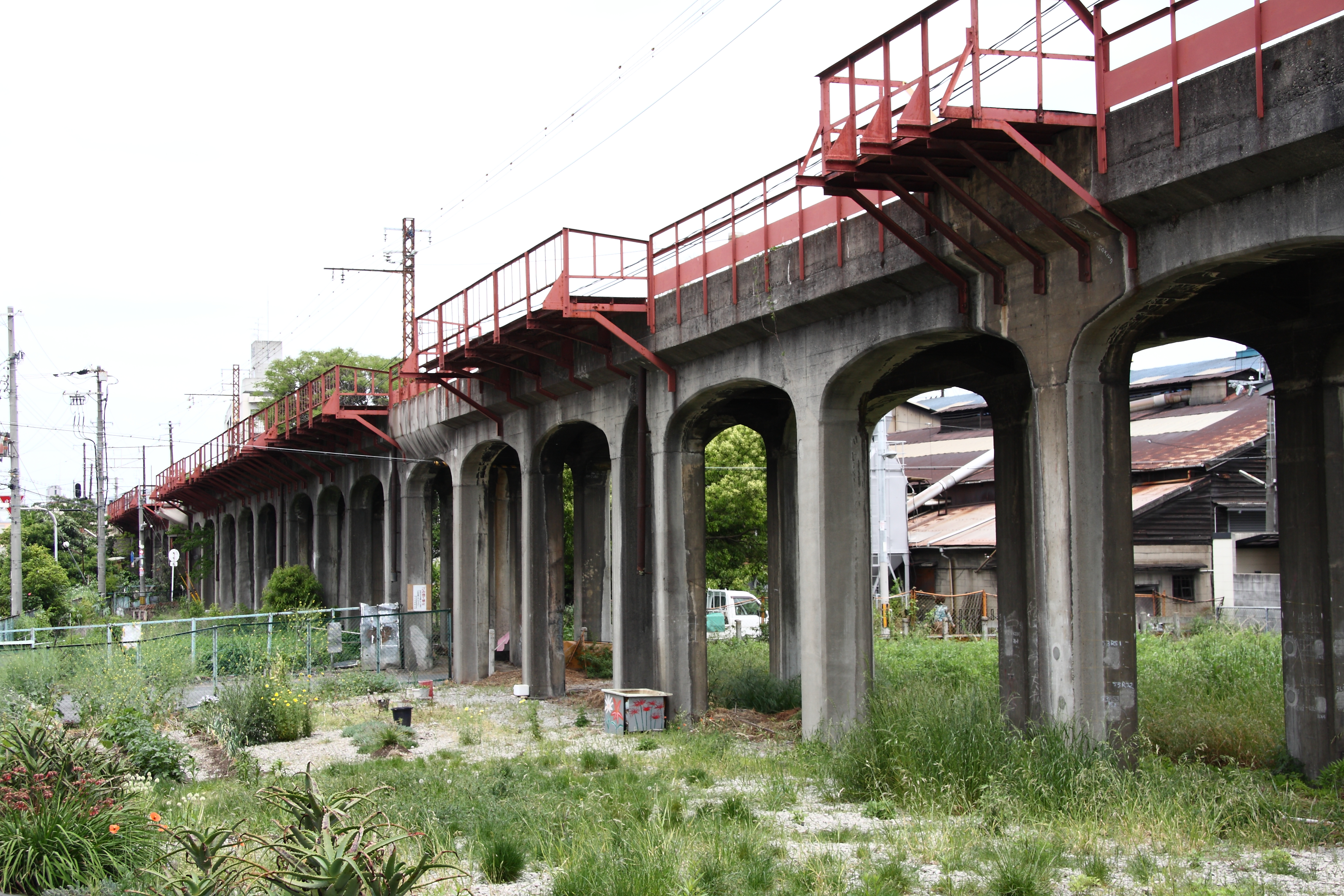
国道25号交差北側。大阪市平野区加美鞍作3丁目付近。 （2009年5月）
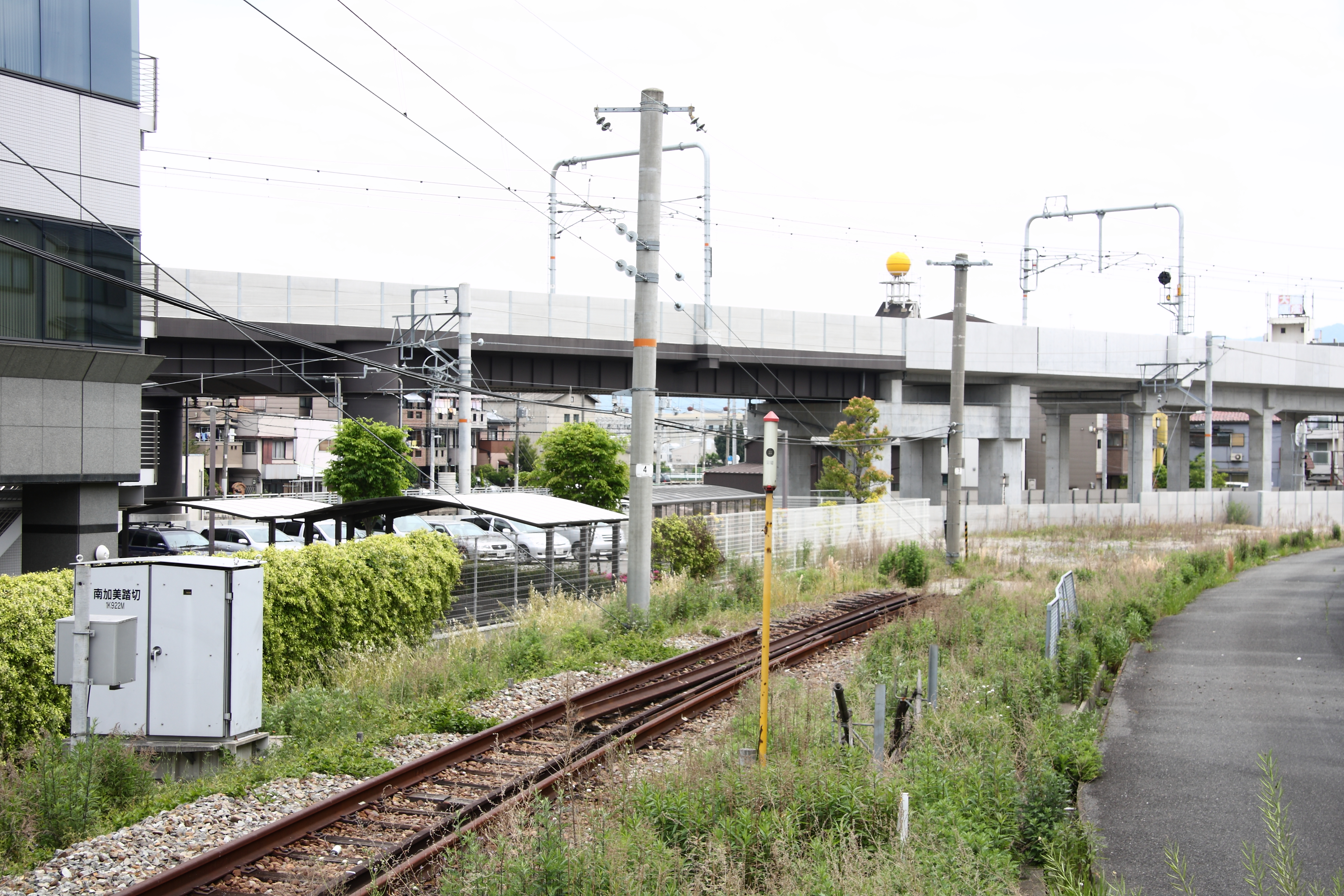
関西本線合流付近。大阪市平野区平野区加美鞍作1丁目付近。 （2009年5月）

### 旅客化計画
高度経済成長期には、おおさか東線の前身である計画路線「大阪外環状線」の一部として、阪和貨物線を複線化して旅客化する計画が存在した。大阪市が主導しており、阪和貨物線内には出戸駅・瓜破駅・新矢田駅を設ける計画であったが、国鉄の財政悪化に伴い外環状線自体の着工が後回しにされる中、地下鉄谷町線の延伸開業や大阪環状線と阪和線との直通運転の開始、なにわ筋線計画の浮上に伴って、阪和貨物線の旅客化計画は意義を失い、外環状線の予定線からも除外された。その後1982年2月の鉄道網整備調査委員会（大阪府と大阪市との合同構想）では出戸から泉北ニュータウンを経由して日根野への新線を建設し、空港アクセスに活用する案も計画されたが実現しなかった。

### 歴史
阪和貨物線の前身は大正飛行場（現在の八尾空港）への引き込み線であった。戦後、竜華操車場と阪和線を結ぶ貨物線として改良され、1952年に開業した。当時関西本線は非電化であったが、阪和線を走行する電気機関車が直接乗り入れることを想定して、開業当初から電化されていた。
鉄道貨物の衰退に伴って阪和貨物線を運行する貨物列車は次第に減少し、阪和線と和歌山地区での貨物取り扱いの終了した1986年11月には線内を通過する定期貨物列車は全廃された。南海向け甲種輸送の納入ルートが変更されると日本貨物鉄道（JR貨物）による免許は2003年に失効、その後もJR西日本によって路線は保持されたものの、国土交通省による大和川の改修事業やおおさか東線建設工事の支障になることなどを理由に2004年6月末で休止され、関西本線からの接続部が撤去された。その後、2008年3月に天王寺駅構内の関西本線と阪和線を結ぶ短絡線が複線化されたことにより、当路線を存続させる必要性が無くなり、2008年11月17日にJR西日本が第一種鉄道事業の廃止届出を提出。その後廃止日の繰り上げが認められたため2009年3月31日付で廃止となった。
- 1942年（昭和17年）：前身となる大正飛行場支線が開業[4]。
- 1952年（昭和27年）9月1日：関西本線の貨物支線として八尾駅 - 竜華操車場 - 杉本町駅間 (11.3km) が開業。
- 1965年（昭和40年）3月1日：気動車特急「あすか」新設に伴い旅客営業開始。
- 1967年（昭和42年）10月1日：特急「あすか」廃止。これにより線内を通過する定期旅客列車は全廃となるが、その後も散発的に臨時列車・団体列車が運転される。
- 1986年（昭和61年）11月1日：線内を通過する定期貨物列車全廃。また、竜華操車場を信号場に変更し、竜華信号場になる。
- 1987年（昭和62年）4月1日：国鉄分割民営化に伴いJR西日本に承継される。
- 2003年（平成15年）4月1日：日本貨物鉄道の第二種鉄道事業免許を廃止[6]。
- 2004年（平成16年）7月1日：全線休止[4]。
- 2009年（平成21年）3月31日：全線廃止[4]。

### 駅一覧
八尾駅 - 竜華信号場 - 久宝寺駅 - 出戸駅（未開業） - 瓜破駅（未開業） - 新矢田駅（未開業） - 杉本町駅

## 南港貨物線
上述の外環状線計画と合わせ、大阪市によって杉本町駅から南港駅（現在の阪神高速4号湾岸線南港北出入口付近）に向かう路線（南港貨物線）が計画されていた。線内には途中、北島（現在の新北島小学校・新北島中学校の敷地）に操車場を設ける予定とされ、外環状線と一体で旅客化も計画されていた。
南港貨物線計画に合わせ、北島操車場から南下する臨港鉄道も大阪府によって計画された。これは堺泉北臨海工業地帯に至るもので、さらに南下した泉北1号造成地に羽衣操車場を設置し、東羽衣からの延長線と接続する構想もあった。国鉄もこの計画を承認したが、構想が拡大するのに合わせ公費が当初予定の三倍に膨れ上がったため、国鉄は用地買収と下部構造の費用の負担を大阪府に要求した。大阪府はこれを拒否したため、国鉄による直営は見送られ、大阪府と大阪市・国鉄・進出企業が出資する第三セクター「阪堺臨海鉄道」を設立して対応した。
しかし、大阪外環状線計画の凍結に伴い、外環状線の建設を前提としていたこれら臨海鉄道の計画も進行しなかった。そうこうしているうちに大阪南港のコンビナート構想はオイルショックの影響で凍結されて実現はますます遠のいていき、時機を失った臨海鉄道計画は立ち消えとなった。その後、大阪市が住之江公園駅 - 中ふ頭駅間に南港ポートタウン線（ニュートラム）を建設、1981年に開業し、南港へのアクセスを担うようになった。